# Gérard Langlet
Pour les articles homonymes, voir Langlet.
Gérard Langlet (1940-1996) est un chercheur français au Commissariat à l'Énergie atomique et aux Énergies alternatives (CEA), spécialiste du langage APL.

## Carrière
Gérard Langlet a eu la charge d'un Laboratoire d'Informatique Théorique (LIT) en relation avec la Physique et la Chimie Moléculaires.
Docteur-ès-Sciences Physiques et, initialement, cristallographe théoricien, il a participé, durant 7 ans à l'élaboration du volume consacré aux symétries dans les Int. Tables for Cristallography (1983, 1988, 1992)
Eminent APListe, il est resté célèbre par ses programmes particulièrement concis et puissants avec lesquels il réussissait à traiter des requêtes en langage naturel.
Gérard Langlet a participé au développement des applications scientifiques du langage APL

## Famille
- Jacqueline Langlet, son épouse, est chercheur à l'Institut de Biologie Physico-Chimique, Laboratoire de Biochimie Théorique[4], associé au CNRS

## Ouvrages
L'association ACONIT a recensé de très nombreuses publications de Gérard Langlet
- Suggestions for a method of analyzing binary images using Langlet's parity logic ACM SIGAPL APL Quote Quad  archive - Volume 31 ,  Issue 2  (December 2000)  (ISSN 0163-6006)
- Gérard A. Langlet, The Least-Action Principle (LAP) in APL,  Congrès International APL96, Lancaster, UK; (à paraître dans "Quote-Quad", ACM, 1996).
- Gérard A. Langlet, « The APL Theory of human vision », APL Quote Quad, Vol.25,No. 1, pp. 105-121 (APL94, Sept. 1994)
- Towards The General Binary Model of Chaos and the 1/f signal explanation Gérard A. Langlet (for the Blois Int. Meeting on Chaos, June 1993) CEA/DSM/DRECAM/SCM/LIT (Lab. d'informatique Théorique)
- Un mystère BASICo-fractal par Gérard A. Langlet
- The steam-hammer and the fly (sept.-Oct 1990, revised May 1991)
- Are salesmen fly-smashers?
- A chaos of questions (G. Langlet, Blois International Meeting on Chaos Complexity, Juin 1993)
- Zburgs et Anti-Zburgs, par Zérard A. Langlet
- FREE APL archives with Gerard Langlet's workspace (AFAPL)